# Каменка (Суксунский район)
Каменка — деревня в Суксунском районе Пермского края. Входит в Поедугинское сельское поселение. Расположена в лесистой местности в 24 км к востоку от Суксуна, в 58 км к юго-востоку от Кунгура и в 130 км от Перми. Через деревню протекает малый приток Сылвы — речка Большая Каменка.
Имеются фельдшерско-акушерский пункт, дом досуга, магазин, отделение почтовой связи (в частном доме).
| 2010 |
| ---- |
| 188  |

Национальный состав: русские, марийцы.